# Helfen ohne Grenzen
Helfen ohne Grenzen ist eine gemeinnützige Hilfsorganisation mit Hauptsitz in Brixen (Südtirol, Italien). Es gibt einen Schwesterverein in Graz (Österreich) und eine unabhängige Stiftung in Thailand (Help without Frontiers Thailand Foundation).
Die Organisation führt im Grenzgebiet zwischen Burma/Myanmar und Thailand langfristig angelegte Hilfsprojekte (Hilfe zur Selbsthilfe) durch. Sie bekämpft die Ursachen von Armut, Diskriminierung und Gewalt, indem sie vor allem auf Bildung, Fortbildung und Völkerverständigung setzt. Außerdem fördert sie Projekte zur Schaffung von Einkommen, Ernährung und Gesundheit. Dank der langjährigen Erfahrung und eines starken Netzwerkes erreicht die Organisation auch entlegene Gebiete.
Die Organisation ist dem Prinzip der Transparenz verpflichtet. Das Spendensiegel „Sicher Spenden“ des Landes Südtirols zertifiziert dieses Prinzip.

## Geschichte
Helfen ohne Grenzen wurde im Jahr 2002 vom Südtiroler Benno Röggla gegründet. Auf einer Urlaubsreise nach Thailand und Burma lernte Röggla das Leid und das Elend der vom burmesischen Militärregime Verfolgten und Vertriebenen kennen. Zurück in Südtirol baute er die Hilfsorganisation Helfen ohne Grenzen auf und arbeitete in den Jahren 2007 bis 2016 Vollzeit dafür.
Helfen ohne Grenzen errichtete Schulen für die Flüchtlingskinder, da diese ohne legale Papiere kein Anrecht auf einen Schulbesuch in Thailand haben, bekämpfte mit einem Ernährungsprogramm die Mangelernährung von tausenden von Kindern und fördert Jugendliche darin, Eigenverantwortung zu übernehmen.
Seit der Öffnung Burmas 2011 startete Helfen ohne Grenzen auch Projekte im Landesinneren und hilft den Flüchtlingen auf dem Weg zurück in ihre Heimat und beim Aufbau einer zukunftsfähigen Gesellschaft.
Burmas öffentliche Ausgaben für Bildung betragen 0,8 Prozent des BIP – damit rangiert das Land weltweit an vorletzter Stelle.

## Projektschwerpunkte

### Ausbildung

#### Schulen
Helfen ohne Grenzen führt Schulen in Thailand für burmesische Migranten, die in Vergangenheit von Burmas Militärregime geflohen sind. Ein Schulbesuch in Thailand ist für die Kinder nicht möglich, da sie keine legalen Papiere haben. Helfen ohne Grenzen garantiert allen Kindern – unabhängig von Geschlecht, ethnischer Zugehörigkeit und Religion – Zugang und gleiche Rechte auf seinen Schulen. Der Name der Schulen – „Rays of Hope“ – Strahlen der Hoffnung – soll dieses Versprechen verdeutlichen.
An den Schulen in Thailand sind fast alle Kinder Angehörige von bedrohten Minderheiten, die vor der Verfolgung und der Unterdrückung durch das Militärregime fliehen mussten. An zwei Schulen wird deshalb seit 2015 nach burmesischem Lehrplan unterrichtet. Das soll den Kindern eine Rückkehr in ihre Heimat erleichtern, weil ihre Zeugnisse dann anerkannt werden können. Diese Initiative von Helfen ohne Grenzen wurde von der UNESCO ausdrücklich gelobt. Im Schuljahr 2014/2015 besuchten 1756 Kinder eine der sechs Schulen.

#### Schülerheime
In den Schülerheimen finden die Kinder besonders armer Familien, die sonst zur Arbeit gezwungen wären, sichere Unterkunft und Verpflegung. Auch Kinder von Wanderarbeitern erhalten durch einen Heimplatz die Chance auf einen ununterbrochenen Schulbesuch.
Im Schuljahr 2014/2015 unterhielt Helfen ohne Grenzen drei Schülerheime für insgesamt 169 Kinder.

#### Rays of Youth
Das Jugendprojekt „Rays of Youth“ – Strahlen der Jugend – hat das Ziel, junge Menschen verschiedener ethnischer Herkunft zusammenzuführen und sie in so genannten „life skills“ auszubilden. Das stärkt ihr Selbstbewusstsein und ihr Vertrauen und hält sie von den Gefahren der Straße fern. Sie lernen, sich als wertvolle Mitglieder der Gesellschaft zu verstehen und sich für ihre Rechte einzusetzen.
Pro Jahr werden 20 Jugendliche ab 14 Jahren („Peers“) an verschiedenen Flüchtlings-Schulen ausgesucht und ausgebildet. Diese Peers dienen dann als Multiplikatoren: Sie müssen das Wissen, das sie erworben haben, an andere weitergeben. Viele hundert Jugendliche besuchen mittlerweile regelmäßig die Kurse und Veranstaltungen des „Rays of Youth“-Teams.

### Schaffung von Einkommen
In allen Projekten sowie der Projektverwaltung vor Ort arbeiten beinahe ausschließlich Burmesen und Thailänder. Der überwiegende Anteil der Mitarbeiter sind Frauen, die Führungsebene ist zu 100 Prozent weiblich. Dadurch werden geregelte und sozial abgesicherte Arbeitsplätze geschaffen sowie die Kompetenz für spätere erfolgreiche Eigeninitiativen gefördert. Für alle Einkommensprojekte gilt: Die Arbeitsplätze sind sauber, hygienisch, sicher und ergonomisch korrekt; Fachleute werden regelmäßig zur Überprüfung und Verbesserung eingeladen. Die Gehälter liegen über dem ortsüblichen Niveau. Die Mitarbeiter sind kranken- und unfallversichert.
Die Nähwerkstatt „The Happy Tailor“, in der hauptsächlich die benötigten Schuluniformen hergestellt werden, soll demnächst in eine Kooperative umgewandelt werden. Inzwischen werden Fremdaufträge angenommen und vor allem Schuluniformen für unser „Ray of Hope“ Schulen Arbeitsbekleidung für Unternehmen hergestellt. Alle Erträge bleiben im Projekt.

### Gesundheit und Ernährung
Helfen ohne Grenzen fördert Projekte, die nachhaltige Auswirkungen auf die Gesundheit der Menschen haben. Das „Rays of Youth“-Jugendteam schult auf spielerische Art und Weise die Kinder an den Schulen im Großraum Mae Sot zu Themen wie Körperpflege und Gesundheitsvorsorge. Für Jugendliche stehen auch Themen wie Drogenmissbrauch und Sexualität auf dem Programm sowie gesundheitsbezogene Umweltthemen wie Kompostierung und Effektive Mikroorganismen (EM).
Da die Verfügbarkeit von sauberem Trinkwasser kaum gewährleistet ist, liefert die Hilfsorganisation auch täglich tausende Liter einwandfreies Trinkwasser aus.

### Bewusstseinsbildung
Durch gezielte Informationsarbeit, Kampagnen, Vorträge und Pressearbeit will Helfen ohne Grenzen das Bewusstsein für Unrecht stärken und gegen Diskriminierung ethischer oder religiöser Minderheiten ankämpfen.

## Transparenz
Helfen ohne Grenzen hat sich zu einer 100-prozentigen Spendengarantie verpflichtet, das heißt, dass sämtliche Spenden vollständig in die Projekte einfließen. Das ist deshalb möglich, weil die gesamten Spesen für Verwaltung, Reisen und Kommunikation durch getrennte Einnahmen gedeckt werden. Aus diesem Grund hat Helfen ohne Grenzen auch eine getrennte Kontenführung sowie Buchhaltung für die Verwaltung.
In dem jährlichen Tätigkeitsbericht führt Helfen ohne Grenzen detailliert alle Einnahmen und Ausgaben für die einzelnen Projekte auf. Der Tätigkeitsbericht wird jeweils im April des Folgejahres der Öffentlichkeit vorgelegt.